# الحمة (فلسطين)
الحِمَّة قرية سورية، كانت من قبل فلسطينية تبعد 12 كم جنوبَ شرق مدينة طَبَرِيَّا، تتألف اليوم من مدينة سياحية صغيرة، ومنتجع صحي، إضافة إلى الأراضي الزراعية التابعة لها، وبعض القرى، مثل: التوافيق، الحاوي، الروض الأحمر، روض القطف، البرج، الدوكا، الكرسي، قطوف الشيخ علي.. وغيرها.

## موقعها
تقع القرية على نهر اليرموك عند مخاضة «زور كنعان»، والتقاء الحدود السورية الفلسطينية الأردنية، على انخفاض 156 مترًا عن سطح البحر. وهي إحدى محطات خط سكة حديد درعا – سمخ تاريخيًّا، وتبعد 65 كم إلى الجنوب الغربي من مدينة القنيطرة السورية، و 22 كم إلى الجنوب الشرقي من مدينة طبريا. تقوم القرية على أرض منبسطة، بين محطة السكة الحديدية والضفة الشمالية لنهر اليرموك، وتستند بظهرها إلى مرتفعات الحافة الجنوبية الغربية لهَضْبة الجَوْلان.

## ينابيعها
امتدت مباني القرية بشكل طولي على الضفة الشمالية لنهر اليرموك. ويقع جنوبها جامع كبير، كانت المساكن قد تجمعت حوله، ثم امتدت القرية باتجاه الشمال الشرقي، نحو محطة السكة الحديد.
 امتدت شمال القرية برك ماء واسعة، تملأها مياه ينابيع الحمة الحارة، وأهمها ثلاثة هي: المقلى والريح والبلسم.
وتحتوي تلك الينابيع على نسبة كبيرة من الكبريت، ونسبة أقل من الأملاح.
أما أهم الأملاح المعدنية في ينابيع الحمة فهي: كربونات الكالسيوم، وكبريتات الكالسيوم، وكلوريد وسلفات الصوديوم، وكلوريد البوتاسيوم، وحامض السيلكون، وأملاح الحديد والألمنيوم. ويعتقد أن إشعاعات الراديوم تنبعث من مياه الحمة ومصدرها اليورانيوم.
تبلغ حرارة مياهها على التوالي 47 و38 و39.4 درجة مئوية. أما متوسط تصريف كل نبع من تلك الينابيع فيبلغ أقل من متر مكعب واحد من المياه في الثانية.
كانت هذه الينابيع مستعملة كثيراً في زمن اليونانيين والرومانيين، ثم اقتصر استعمالها بعدئذ على القبائل الرحل، التي كانت تزورها للاستفادة من خواصها.                    
 وفي فترة الانتداب البريطاني منحت الحكومة الإنكليزية المنتدبة امتيازات منطقة الحمة إلى «سليمان ناصيف» (من مواليد  بلدة المختارة اللبنانية) امتياز استثمار ينابيع الحمة لفترة تبدأ عام 1936 وتنتهي عام 2029. وأخذ الناس يؤمّونها من  مختلف جهات فلسطين، والأقطار المجاورة للاستشفاء بمياهها من الأمراض الجلدية والعصبية.

## مساحتها
تبلغ مساحة أراضي الحمة 1.692 دونماً، منها 382 دونماً للطرق* والأودية. وقد غرس الزيتون في ستة دونمات من تلك المساحة، وانتشرت زراعة الحبوب إلى الشمال الشرقي من القرية على طول الضفة الشمالية لنهر اليرموك.

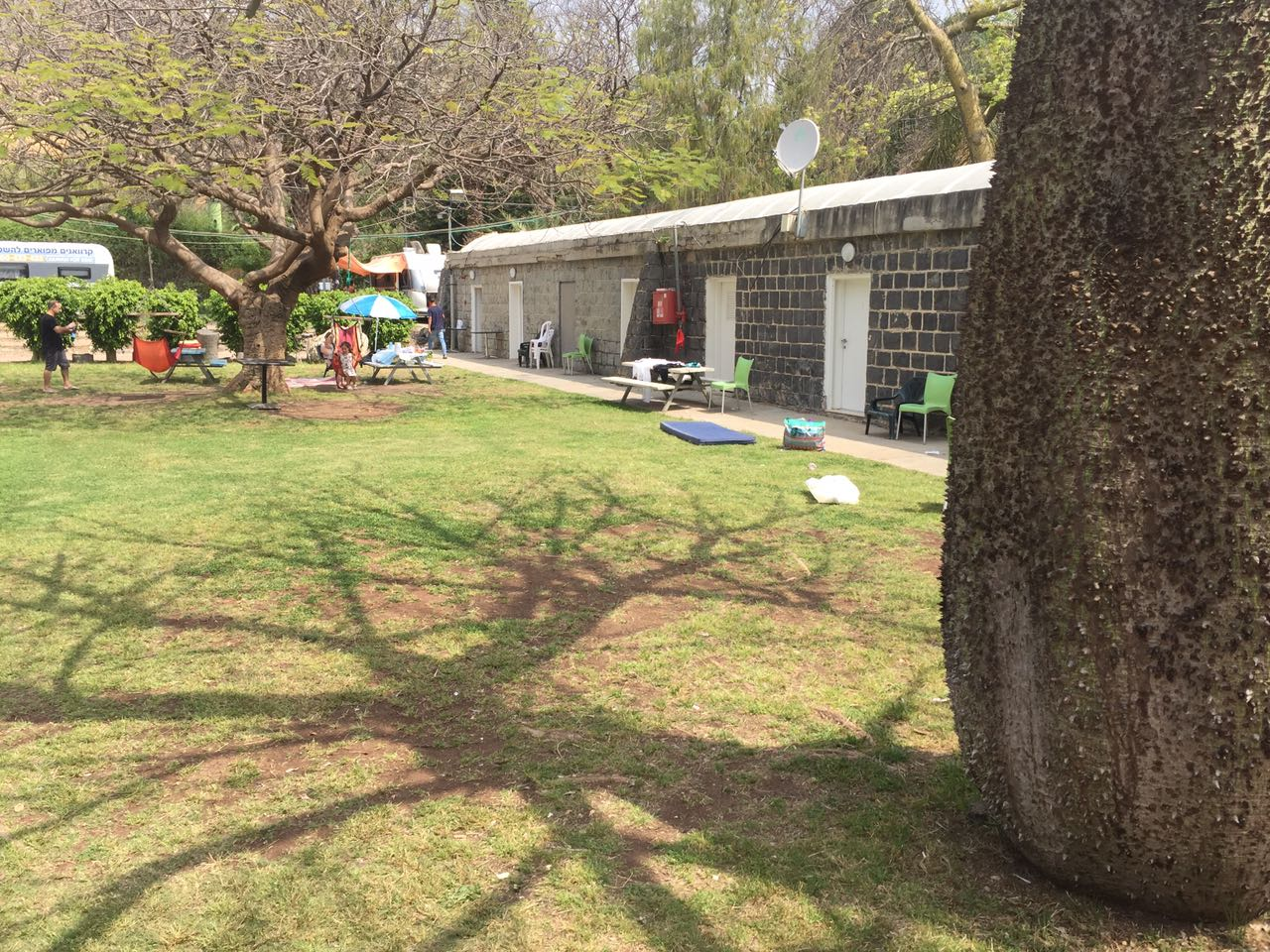
فندق الحمة في فترة الانتداب البريطاني

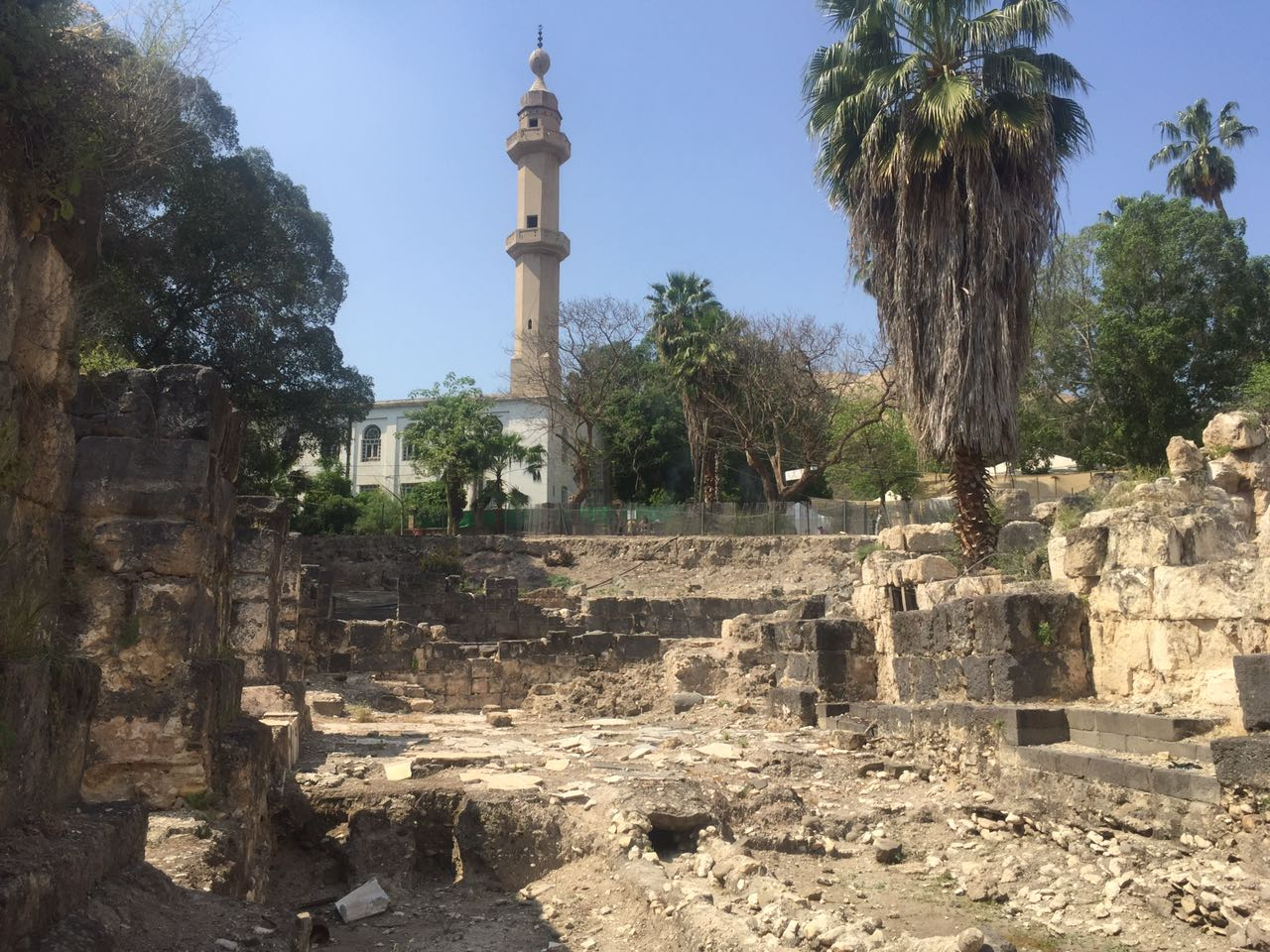
مسجد قرية الحمة

## سكانها
بلغ عدد سكان الحمة عام 1931 مئة واثنين وسبعين  نسمة، كانوا يقطنون 46 مسكناً. وارتفع هذا العدد إلى 290 عربياً في عام 1945. وقد تعرضت الحمة لاعتداء إسرائيلي في عام 1951، إذ قصفت الطائرات القرية ومنشآتها، وتشرد أهلها. وبقيت منذ ذلك الوقت نقطة حدود تحت إشراف القوات السورية، إلى أن احتلتها القوات الإسرائيلية عام 1967 وطردوا سكانها منها (رَ: حرب 1967)، ومدت إليها طريق معبدة من سمخ*، وأقيم فيها منتجع سياحي.

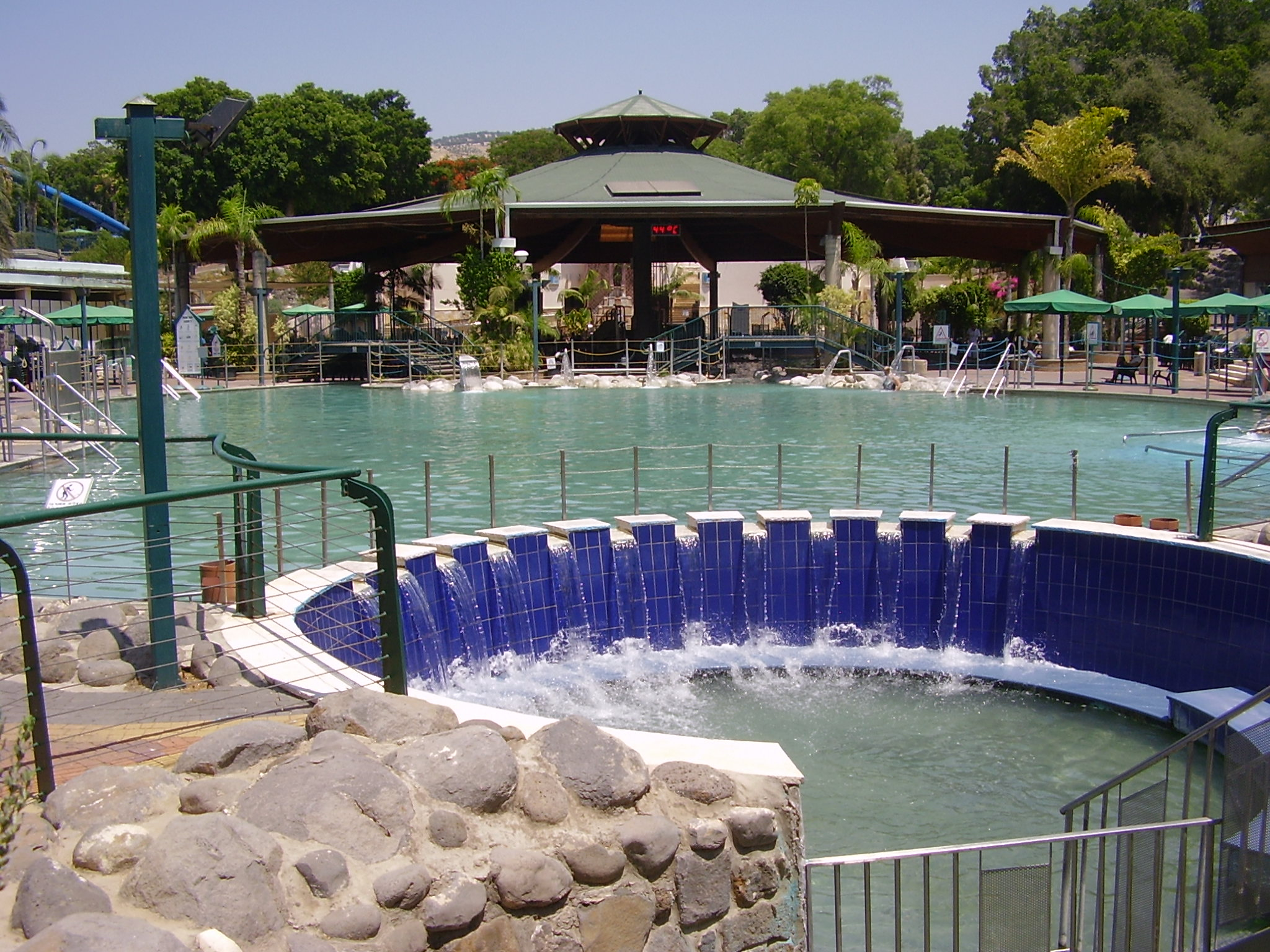
منتجع الحمة

    كانت الحمة في العهد الروماني من أعمال مقاطعة «أم قيس ـ Gadara» عرفت باسم «إماتا ـ Emmatha»، وقد ذكرها المؤرخ والجغرافي الروماني (إسترابو) الذي عصا يوليوس قيصر، كما ذكرها غيره من كتبة اليونان.
    في أوائل القرن العشرين مرت «فرنسيس إملي نيوتن» الإنكليزية بهذه الحمامات وذكرتها بقولها:
«انحدرنا إلى بحر الجليل مروراً بطبرية، وخيمنا بوادي اليرموك، بين ينابيع الحمة المتدفقة بجانب النهر، وقد عبق الجو بالأبخرة الكبريتية. وفي هذا الغور تمر السكة الحديد إلى درعا بأنفاقها السبعة، وجسورها الخمسة عشر، تذكّر راكب القطار بالسكك الجبلية في الديار السويسرية. وهذه الينابيع المعدنية، الأشبه، اليوم، بمثل سبا من المصاح الأوروبية، كانت يومذاك  بؤرة من البرك، ازرقت مياهها. وهي ينابيع عدة، باردة، وحارة، بعضها يغلي فيقلي. وقد ألفها العرب جيدا، وعرفوها عيناً عيناً: فتلك للأمراض الجلدية، وهاتيك للأدواء العصبية، وأخرى للحبل، أي للعون على إحداثه».

## الحمة اليوم
الحمة اليوم هي منتجع صحي فيه أربع ينابيع ساخنة الغنية بالمعادن. المياه الساخنة تنبع من عمق 2 كيلو متر وهناك أحد الينابيع من الينابيع الأربعة والمسمى ب ينبوع العطر يخرج كمية بين 500-700 متر مكعب من الماء خلال ساعة. منتجع الحمة يشمل حمامات طبية وحديقة حيوانات،
وأيضا يوجد موقع للتماسيح حيث يمكن مشاهدتهم عن قرب والاستمتاع بالمنظر. وقد استخدمت الحمامات الطبية منذ العصور القديمة وذلك بفضل قدرتهم في علاج الأمراض الجلدية.

### فعاليات في المنتجع
في منتجع الحمة وفي تواريخ محددة يقومون بعدة عروض من ضمنها عرض طيور الببغاء حيث تقوم بحركات بهلوانية والتسلق والركوب على الدراجات وغيرها وأيضا هناك موعد محدد حيث يطعمون فيه التماسيح قطع من اللحوم أثناء مشاهدة الناس لهم وأن منتجع الحمة يقوم باستقبال المخيمات والمدارس لهم حيث يمكنهم النوم بداخل الخيم والقيام بفعاليات عديدة.

## تاريخ
وجدوا في موقع الحمة بقايا من حمامات طبية فاخرة من نوعها كانت من الفترة الرومانية. كشفت الحفريات التي أجريت عام 1932 على الأرضيات الفيسفانية الرائعة والفريدة من نوعها وجزء منها وضع عند مدخل المحكمة العليا في القدس.